# Левенятко (срібна монета)
«Левеня́тко» — срібна пам'ятна монета номіналом 2 гривні, випущена Національним банком України, присвячена дітям, які народилися під сузір'ям Лева.
Монету введено в обіг 18 липня 2014 року. Вона належить до серії «Дитячий Зодіак».

## Опис монети та характеристики
| Номінал грн. | Метал           | Маса, г    | Діаметр, мм | Якість виготовлення       | Гурт    | Тираж, штук |
| ------------ | --------------- | ---------- | ----------- | ------------------------- | ------- | ----------- |
| 2            | срібло (Ag 925) | 7,78 / 8,4 | 26,5        | спеціальний анциркулейтед | гладкий | 10 000      |

### Аверс
На аверсі монети розміщено: угорі малий Державний Герб України, написи «НАЦІОНАЛЬНИЙ БАНК УКРАЇНИ» (угорі півколом); номінал «ДВІ ГРИВНІ» (унизу); стилізовану композицію — на тлі зіркового неба зображення знаків зодіаку, під якими на місяці солодко спить дитина; рік карбування монети 2014 і логотип Монетного двору Національного банку України (праворуч), позначення металу, проби та маси «Ag 925/7,78» (ліворуч).

### Реверс
На реверсі монети зображено стилізовану композицію — ліворуч на матовому тлі символ знака зодіаку лев, у центрі на траві — левенятко, угорі напис «ЛЕВЕНЯТКО».

## Автори

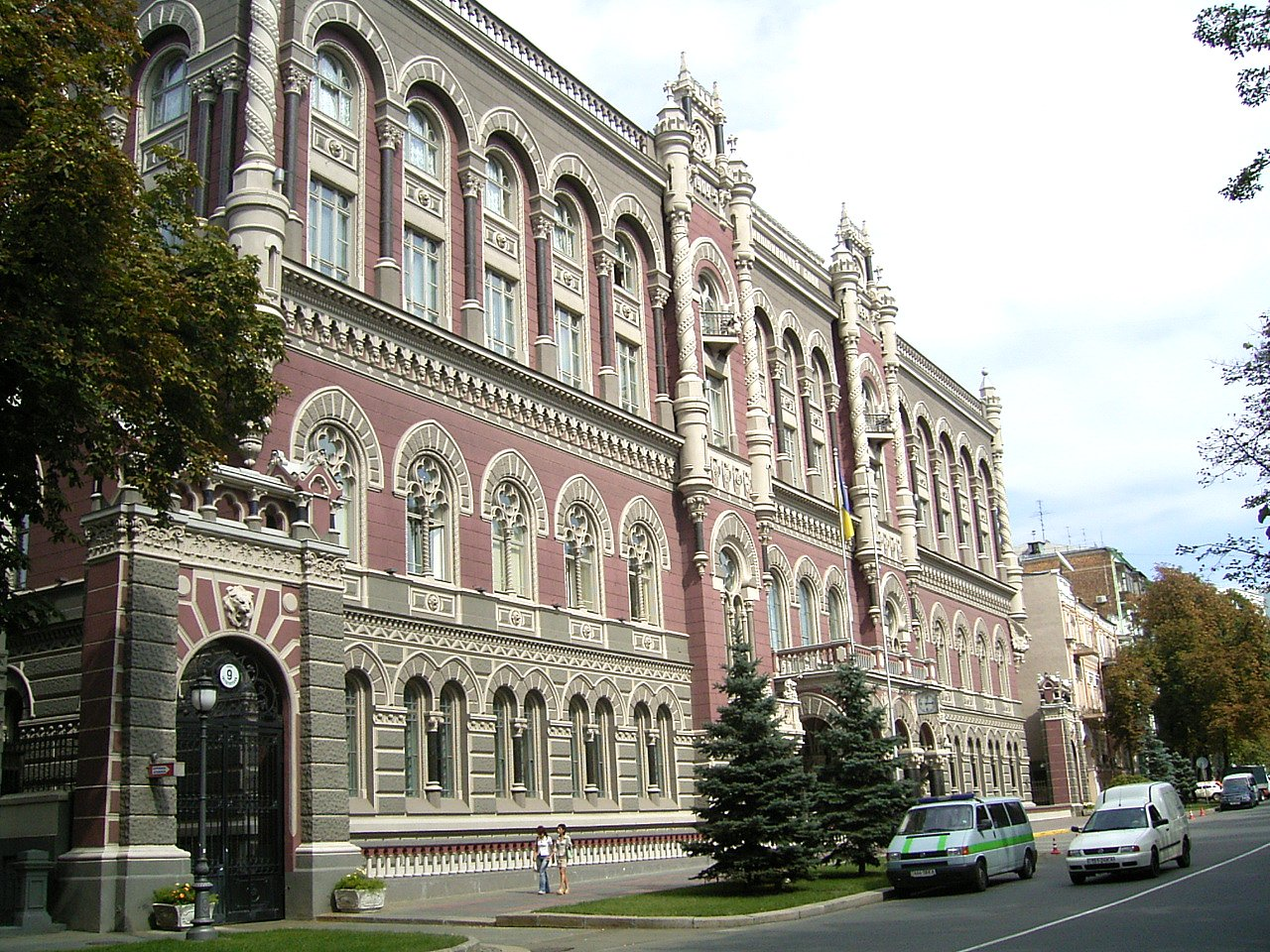
Будівля Національного банку України

- Художник — Фандікова Наталія.
- Скульптор — Іваненко Святослав.

## Вартість монети
Під час введення монети в обіг в 2014 році, Національний банк України реалізовував монету через свої філії за ціною 230 гривень.
Фактична приблизна вартість монети, з роками змінювалася так:
| Рік        | 2015 | 2016 | 2017 | 2018 | 2019 | 2020 | 2021 | 2022 | 2023  | 2024  | 2025  |
| ---------- | ---- | ---- | ---- | ---- | ---- | ---- | ---- | ---- | ----- | ----- | ----- |
| Ціна, грн. | 288  | 250  | 320  | 340  | 330  | 330  | 530  | 850  | 1 650 | 2 200 | 3 600 |